# 自然女神星
 自然女神星 （385 Ilmatar）是一顆圍繞太陽公轉的小行星。1894年3月1日，马克斯·沃夫在海德堡描述了此天體。
該小行星以芬兰神话的自然女神伊尔玛达尔命名。